# Han Kooreneef
Han Kooreneef (Rosmalen, 3 maart 1963) is een Nederlands componist, pianist, tekstschrijver en producer.

## Biografie

### Jeugd en opleiding
Kooreneef werd geboren in Rosmalen en hij groeide op in een artistiek en intellectueel gezin. Zijn vader was jurist en zijn moeder gaf - na haar studie aan het conservatorium - zangles aan huis. Na het gymnasium ging Kooreneef rechten studeren in Utrecht.

### Carrière
In 1990 studeerde hij af en begon hij professioneel te schrijven. Zijn eerste grote opdracht was om tekst en muziek te maken voor het album Even terug van Ron Brandsteder.
In 1991 schreef hij het nummer Stipjes voor de twaalfde editie van Kinderen voor Kinderen, wat werd gezongen door Iason Chronis.
In 1992 schreef hij het nummer Opa, dat hij aanvankelijk aanbood aan Henk Westbroek, maar uiteindelijk op de plaat gezet werd door Marco Borsato.
In 1994 schreef Kooreneef, samen met Leo Driessen, op een Italiaanse melodie het nummer Dromen zijn bedrog, dat op nummer 1 terechtkwam en de grote doorbraak betekende voor Borsato. Kooreneef werd nadien een van de vaste tekstschrijvers van Borsato en schreef daarnaast ook regelmatig muziek bij de nummers. Hij schreef ook voor andere artiesten zoals Liesbeth List (Wereldreis in 1999) en De Kast (In de wolken, 1999).
In 1997 bracht hij twee eigen singles en album uit Te mooi om waar te zijn en Vogelvrij, beide afkomstig van het album Vogelvrij die de Nederlandse Top 40 niet haalden.
In 1999 was hij verantwoordelijk voor het nummer Leef van Han van Eijk, dat als titelsong werd gebruikt voor het eerste seizoen van Big Brother.
In 2000 werd Kooreneef beloond met een Gouden Harp voor zijn gehele oeuvre, in 2013 kreeg hij de Lennaert Nijgh Prijs voor Beste tekstdichter.
In 2020 schreef Kooreneef, speciaal voor War Child, het Nederlandstalige orkestrale nummer De beelden blijven en de Engelstalige versie The Fight Goes On, allebei gezongen door Floor Jansen, bekend van o.a. After Forever, ReVamp en Nightwish.
In 2025 kwam naar buiten dat Belinda Meuldijk een laatste nummer had geschreven voor Rob de Nijs. De demo van Ooit zal ik een herinnering zijn werd door Kooreneef gecomponeerd en ingezongen.

## Albums waarvoor Kooreneef schreef
| Jaar | Artiest                              | (single)/album                                           |
| ---- | ------------------------------------ | -------------------------------------------------------- |
| 1991 | Ron Brandsteder                      | Even terug                                               |
| 1991 | Kinderen voor Kinderen               | Kinderen voor Kinderen 12                                |
| 1992 | Marco Borsato                        | Giorno Por Giorno                                        |
| 1994 | Marco Borsato                        | Dromen zijn bedrog (single)                              |
| 1994 | Ruth Jacott                          | Hou me vast                                              |
| 1994 | Marco Borsato                        | Marco                                                    |
| 1995 | Marco Borsato                        | Als geen ander                                           |
| 1996 | Kinderen voor Kinderen               | Kinderen voor Kinderen 16                                |
| 1996 | Marco Borsato                        | De Waarheid                                              |
| 1996 | Albert West                          | Het is tijd (single)                                     |
| 1996 | Guus Meeuwis                         | Verbazing (nummer Zij is anders)                         |
| 1997 | Paul de Leeuw                        | Lief                                                     |
| 1997 | Guus Meeuwis                         | Schilderij (nummer Heimwee naar 'n tijd die ik niet ken) |
| 1998 | Marco Borsato                        | De bestemming                                            |
| 1998 | Karin Bloemen                        | Kameleon                                                 |
| 1998 | Marcel de Groot                      | Toer                                                     |
| 1998 | Volumia!                             | Volumia!                                                 |
| 1999 | De Kast                              | In de wolken (single)                                    |
| 1999 | Volumia!                             | Blijf bij mij (single)                                   |
| 1999 | Liesbeth List                        | Heb het leven lief (single)                              |
| 1999 | Liesbeth List                        | Laten we gaan slapen (single)                            |
| 1999 | Ruth Jacott                          | Vals verlangen                                           |
| 1999 | Han van Eijk                         | Leef                                                     |
| 1999 | Liesbeth List                        | Vergezicht                                               |
| 1999 | Volumia!                             | Wakker                                                   |
| 2000 | Marco Borsato                        | Luid en duidelijk                                        |
| 2000 | Han van Eijk                         | Vlinder in de storm (single)                             |
| 2001 | Guus Meeuwis                         | 1 voor allen                                             |
| 2001 | Marcel de Groot                      | De liefde, de wals en de kater                           |
| 2001 | Guus Meeuwis                         | Nu of nooit (single)                                     |
| 2001 | Paul de Leeuw                        | Zingen terwijl u wacht                                   |
| 2002 | Guus Meeuwis                         | Guus Meeuwis (nummer Bondgenoot)                         |
| 2002 | Marco Borsato                        | Onderweg                                                 |
| 2003 | Marco Borsato                        | Afscheid nemen bestaat niet (dvd)                        |
| 2003 | Mathilde Santing                     | Ne9en levens                                             |
| 2003 | Trijntje Oosterhuis                  | Nu dat jij er bent (single)                              |
| 2003 | DI-RECT                              | Over the Moon                                            |
| 2004 | Within Temptation                    | Stand My Ground (single)                                 |
| 2004 | Marco Borsato en Do                  | Voorbij (single)                                         |
| 2004 | Marco Borsato                        | Zien (dvd)                                               |
| 2006 | Monique Klemann                      | On Patrol                                                |
| 2007 | DI-RECT                              | Di-rect                                                  |
| 2007 | Jeroen van der Boom                  | Eén wereld                                               |
| 2007 | DI-RECT                              | Johnny (single)                                          |
| 2007 | Edsilia Rombley                      | Meer dan ooit                                            |
| 2008 | Monique Smit                         | Blijf je vanavond (single)                               |
| 2008 | Kinderen voor Kinderen               | Buiten spelen                                            |
| 2008 | Monique Smit                         | Stel je voor                                             |
| 2009 | Jim                                  | Dat ben jij (single)                                     |
| 2009 | Jim                                  | Nu                                                       |
| 2009 | Liesbeth List                        | Verloren en gewonnen                                     |
| 2011 | Jeroen van der Boom                  | Grote liefde                                             |
| 2011 | Jeroen van der Boom en Leonie Meijer | Los van de grond (single)                                |
| 2011 | Metropole Orkest                     | Wereldwijd orkest (single)                               |
| 2012 | Glennis Grace                        | This Is My Voice                                         |
| 2013 | Sharon Doorson                       | Killer                                                   |
| 2020 | Floor Jansen                         | De beelden blijven / The Fight Goes On (single)          |